# Équipe des Émirats arabes unis olympique de football
Maillots
L'équipe des Émirats arabes unis olympique de football  représente les Émirats arabes unis dans les compétitions de football espoirs comme les Jeux olympiques d'été, où sont conviés les joueurs de moins de 23 ans.

## Palmarès
Finaliste aux Jeux asiatiques en 2010

## Parcours lors des Jeux olympiques
Depuis les Jeux olympiques d'été de 1992, le tournoi est joué par des joueurs de moins de 23 ans .
| Football aux Jeux olympiques | Football aux Jeux olympiques | Football aux Jeux olympiques | Football aux Jeux olympiques | Football aux Jeux olympiques | Football aux Jeux olympiques | Football aux Jeux olympiques | Football aux Jeux olympiques | Football aux Jeux olympiques |
| Année                        | Tour                         | Classement                   | J                            | G                            | N                            | P                            | Bp                           | Bc                           |
| ---------------------------- | ---------------------------- | ---------------------------- | ---------------------------- | ---------------------------- | ---------------------------- | ---------------------------- | ---------------------------- | ---------------------------- |
| 1896                         | Pas de Tournoi               | -                            | -                            | -                            | -                            | -                            | -                            | -                            |
| 1900                         | Non participante             | -                            | -                            | -                            | -                            | -                            | -                            | -                            |
| 1904                         | Non participante             | -                            | -                            | -                            | -                            | -                            | -                            | -                            |
| 1908                         | Non participante             | -                            | -                            | -                            | -                            | -                            | -                            | -                            |
| 1912                         | Non participante             | -                            | -                            | -                            | -                            | -                            | -                            | -                            |
| 1920                         | Non participante             | -                            | -                            | -                            | -                            | -                            | -                            | -                            |
| 1924                         | Non participante             | -                            | -                            | -                            | -                            | -                            | -                            | -                            |
| 1928                         | Non participante             | -                            | -                            | -                            | -                            | -                            | -                            | -                            |
| 1932                         | Pas de Tournoi               | -                            | -                            | -                            | -                            | -                            | -                            | -                            |
| 1936                         | Non participante             | -                            | -                            | -                            | -                            | -                            | -                            | -                            |
| 1948                         | Non participante             | -                            | -                            | -                            | -                            | -                            | -                            | -                            |
| 1952                         | Non participante             | -                            | -                            | -                            | -                            | -                            | -                            | -                            |
| 1956                         | Non participante             | -                            | -                            | -                            | -                            | -                            | -                            | -                            |
| 1960                         | Non participante             | -                            | -                            | -                            | -                            | -                            | -                            | -                            |
| 1964                         | Non participante             | -                            | -                            | -                            | -                            | -                            | -                            | -                            |
| 1968                         | Non participante             | -                            | -                            | -                            | -                            | -                            | -                            | -                            |
| 1972                         | Non participante             | -                            | -                            | -                            | -                            | -                            | -                            | -                            |
| 1976                         | Non participante             | -                            | -                            | -                            | -                            | -                            | -                            | -                            |
| 1980                         | Non qualifiée                | -                            | -                            | -                            | -                            | -                            | -                            | -                            |
| 1984                         | Non qualifiée                | -                            | -                            | -                            | -                            | -                            | -                            | -                            |
| 1988                         | Non qualifiée                | -                            | -                            | -                            | -                            | -                            | -                            | -                            |
| 1992                         | Non qualifiée                | -                            | -                            | -                            | -                            | -                            | -                            | -                            |
| 1996                         | Non qualifiée                | -                            | -                            | -                            | -                            | -                            | -                            | -                            |
| 2000                         | Non qualifiée                | -                            | -                            | -                            | -                            | -                            | -                            | -                            |
| 2004                         | Non qualifiée                | -                            | -                            | -                            | -                            | -                            | -                            | -                            |
| 2008                         | Non qualifiée                | -                            | -                            | -                            | -                            | -                            | -                            | -                            |
| 2012                         | 1er tour                     | 15e                          | 3                            | 0                            | 1                            | 2                            | 3                            | 6                            |
| 2016                         | Non qualifiée                | -                            | -                            | -                            | -                            | -                            | -                            | -                            |
| 2021                         | Non qualifiée                | -                            | -                            | -                            | -                            | -                            | -                            | -                            |
| 2024                         | Non qualifiée                | -                            | -                            | -                            | -                            | -                            | -                            | -                            |
| 2028                         | À venir                      | -                            | -                            | -                            | -                            | -                            | -                            | -                            |
| 2032                         | À venir                      | -                            | -                            | -                            | -                            | -                            | -                            | -                            |
| Total                        | 1/28                         | Aucune médaille              | 3                            | 0                            | 1                            | 2                            | 3                            | 6                            |

## Effectif actuel
Liste des joueurs convoqués par Mahdi Ali pour disputer les Jeux olympiques d'été de 2012. 
| #          | Nom               | Club       | Âge        | Joués      | But inscrit | Averti     | Carton jaune · Carton jaune · Carton rouge | Carton rouge |
| Entraîneur | Entraîneur        | Entraîneur | Entraîneur | Entraîneur | Entraîneur  | Entraîneur | Entraîneur                                 | Entraîneur   |
| ---------- | ----------------- | ---------- | ---------- | ---------- | ----------- | ---------- | ------------------------------------------ | ------------ |
|            | Mahdi Ali         |            |            |            |             |            |                                            |              |
| Gardiens   |                   |            |            |            |             |            |                                            |              |
| 1          | Ali Khasif        | Al Jazira  | 25         | 2          | 0           | 0          | 0                                          | 0            |
| 18         | Khalid Eisa       | Al Jazira  | 23         | 1          | 0           | 0          | 0                                          | 0            |
| Défenseurs |                   |            |            |            |             |            |                                            |              |
| 2          | Saad Surour       | Al-Ahli    | 22         | 1          | 0           | 0          | 0                                          | 0            |
| 3          | Abdulaziz Hussain | Al Shabab  | 21         | 2          | 0           | 0          | 0                                          | 0            |
| 4          | Mohamed Ahmed     | Al Shabab  | 23         | 3          | 0           | 1          | 0                                          | 0            |
| 6          | Ali Al-Amri       | Al Nasr    | 23         | 0          | 0           | 0          | 0                                          | 0            |
| 8          | Hamdan Al Kamali  | Al-Wahda   | 23         | 3          | 0           | 0          | 0                                          | 0            |
| 14         | Abdelaziz Sanqour | Sharjah    | 23         | 3          | 0           | 0          | 0                                          | 0            |
| Milieux    |                   |            |            |            |             |            |                                            |              |
| 5          | Amer Abdulrahman  | Baniyas    | 23         | 3          | 0           | 0          | 0                                          | 0            |
| 7          | Ismail Al Hammadi | Al-Ahli    | 24         | 2          | 0           | 0          | 0                                          | 0            |
| 12         | Habib Fardan      | Al Nasr    | 21         | 2          | 0           | 0          | 0                                          | 0            |
| 13         | Khamis Esmaeel    | Al Jazira  | 22         | 3          | 0           | 1          | 0                                          | 0            |
| 15         | Omar Abdulrahman  | Al-Aïn     | 20         | 3          | 0           | 2          | 0                                          | 0            |
| 16         | Rashed Eisa       | Al Wasl    | 21         | 3          | 1           | 0          | 0                                          | 0            |
| 17         | Mohamed Fawzi     | Baniyas    | 22         | 1          | 0           | 0          | 0                                          | 0            |
| Attaquants |                   |            |            |            |             |            |                                            |              |
| 9          | Ahmed Ali         | Baniyas    | 22         | 2          | 0           | 0          | 0                                          | 0            |
| 10         | Ismaïl Matar      | Al-Wahda   | 29         | 3          | 2           | 0          | 0                                          | 0            |
| 11         | Ahmed Khalil      | Al-Ahli    | 21         | 3          | 0           | 0          | 0                                          | 0            |
| 19         | Ali Mabkhout      | Al Jazira  | 22         | 1          | 0           | 0          | 0                                          | 0            |

## Rencontres
| No | Date            | Lieu                               | Adversaire      | Score | Comp.                         | Buteur(s) Émirats arabes unis |
| -- | --------------- | ---------------------------------- | --------------- | ----- | ----------------------------- | ----------------------------- |
| 1  | 26 juillet 2012 | Old Trafford, Manchester           | Uruguay         | 1-2   | Jeux olympiques d'été de 2012 | Ismaïl Matar                  |
| 2  | 29 juillet 2012 | Wembley Stadium, Londres           | Grande-Bretagne | 1-3   | Jeux olympiques d'été de 2012 | Rashed Eisa                   |
| 3  | 1er août 2012   | City of Coventry Stadium, Coventry | Sénégal         | 1-1   | Jeux olympiques d'été de 2012 | Ismaïl Matar                  |